# Af Upplendinga konungum
Af Upplendinga konungum (o Los reyes de Upplands), se encuentra en el compendio Hauksbók y es una corta presentación sobre los reyes de la Casa de Yngling de Suecia, desde Olof Trätälja a Ragnvald la Alta Montaña. Relata la misma historia que la saga Ynglinga pero de una forma resumida. La obra no aparece incluida en ningún otro manuscrito, compendio o saga. El autor es desconocido, pero compartió una fuente común con Snorri Sturluson.